# Истерн
И́стерн (англ. eastern — «восточный») или остерн (нем. ostern) — жанр приключенческих фильмов, названный так по аналогии с вестерном, так как жанры имеют общие характерные черты. Иногда среди западных критиков для обозначения подобных фильмов, снятых в СССР, использовался  термин «красный вестерн» (по аналогии с итальянскими «спагетти-вестернами»).

## Классификация в кино
Термин «истерн» использовался в СССР чаще неофициально вплоть до Перестройки, потому что по идеологическим причинам на первое место ставилась пропаганда советского кино и соцреализм. Официально отрицая заимствование методов и технологий голливудских киностудий, некоторые советские кинематографисты проходили стажировку в Голливуде и затем применяли заимствованные знания в своих фильмах. Истерн как признанный жанр удалось создать, используя технологии голливудских вестернов и советскую революционную тематику, что позволяло находить компромисс с органами советской цензуры. С использованием элементов вестерна были созданы советские истерны «Джура» (1964), «Неуловимые мстители» (1967), «Белое солнце пустыни» (1969), «Даурия» (1971), «Седьмая пуля» (1972), «Свой среди чужих, чужой среди своих» (1974), «Хлеб, золото, наган» (1980) и другие кинофильмы.    
- Красный вестерн (англ. red western; иногда используется термин «евровестерн»[3]) — снятый в социалистической Европе приключенческий фильм, действие которого происходит на американском Диком Западе. Примеры: «Лимонадный Джо» (1964) (производство ЧССР), «Сыновья Большой Медведицы» (1966) и другие фильмы «индейского цикла» производства киностудии ДЕФА (ГДР), «Пророк, золото и трансильванцы» (1978), «Трансильванцы на Диком Западе» (1981) (производство Румыния), заимствующие темы из классического американского вестерна. Эта разновидность жанра была больше распространена в Восточной Европе, чем в СССР[4].
- Истерн (англ. eastern) — советский приключенческий фильм, действие которого происходит преимущественно на юге страны — в Средней Азии, на Кавказе (по аналогии с жарким и пустынным Диким Западом) или в Сибири и по преимуществу — в период Гражданской войны. Примеры: «Тринадцать» (1936)[5], «Джура» (1964), «Седьмая пуля» (1972)[5], «Даурия» (1971), «Без страха» (1971), «Свой среди чужих, чужой среди своих» (1974)[5], «Золотая речка» (1975)[6], «Телохранитель» (1979), «Шестой» (1981), «Найти и обезвредить» (1982), «Не бойся, я с тобой» (1981), а также знаменитый советский фильм «Белое солнце пустыни» (1969)[5]. Многие из этих фильмов имеют явный отпечаток влияния жанра вестерна — традиционные стилистические черты («хорошие» и «плохие» герои, погони и перестрелки, кони и револьверы, и т. п.)[7]. Сходные черты с западными вестернами — результат влияния и параллельного развития этих двух жанров, а в некоторых случаях — результат прямого заимствования (зрители по разные стороны «железного занавеса», не видев первоисточников, не могли этого заметить).

## «Красные вестерны» в интернациональном контексте
«Красные вестерны» сравнивают со спагетти-вестернами, так как оба жанра использовали другие географические территории для воспроизведения американского Дикого Запада. Съемки спагетти-вестернов происходили чаще в Италии и Испании, а красных вестернов — по политическим и экономическим причинам — в Югославии, Румынии, Монголии и южных районах СССР.
«Красные вестерны» дают возможность ознакомиться с иной точкой зрения на привычные мифы и условности оригинального жанра, так как их создатели были по разные стороны фронта пропагандистской холодной войны. Это было одной из причин, по которой большинство из этих фильмов никогда не показывались на Западе, по крайней мере, до падения «железного занавеса». В течение этой войны, когда противники выдумывали друг о друге немало небылиц, всё же встречалась некая очарованность культурой противника.
Классический американский жанр вестерна оказался необыкновенно пластичным для того, чтобы использовать его для пропаганды и мифологизировать даже относительно недавние исторические события — эпоху Гражданской войны. В СССР традиционные принципы создания вестерна были использованы для драматизации гражданской войны в Средней Азии в 1920-х — 1930-х гг., когда Красной Армии приходилось бороться с басмачами. Если заменить голубые мундиры солдат армии США гимнастёрками красноармейцев, а индейское и мексиканское местное население — тюркским, то возникают те же самые возможности для построения захватывающего действия на фоне экзотических ландшафтов. Мировоззрение стрелка, верховая езда, группы землепашцев, первопроходцев, преследователей, пересекающих пустынные земли в поисках преступников, железные дороги и мятежное приграничье — это заимствования из американского жанра.
«Красные вестерны», имитирующие американский Дикий Запад как место действия, — это румынский «Pruncul, Petrolul şi Ardelenii» («Младенец, нефть и трансильванцы»; в советском прокате — «Трансильванцы на Диком Западе»), повествующий о румынских и венгерских поселенцах на новых землях, а также советский «Всадник без головы». Чешский «Лимонадный Джо» и советский «Человек с бульвара Капуцинов» — это уже вестерны комедийные, безапелляционные пародии, сатира и насмешка над клише американских фильмов. Немецкие «Сыновья Большой Медведицы» переворачивают с ног на голову традиционное американское противостояние «ковбои-индейцы», показывая индейцев как героев, а американскую армию — как злодеев, с явными интонациями повествования, вызванными холодной войной. Этот фильм положил начало целой серии «индейских фильмов» восточногерманской кинокомпании DEFA, которые были очень успешны в странах социалистического лагеря.
Многие из не-советских примеров жанра были интернациональной продукцией, точно так же как и спагетти-вестерны. «Сыновья Большой Медведицы» — совместная продукция ГДР и Чехословакии, с югославом Гойко Митичем в главной роли, снятая на немецком языке, на натуре других стран Восточной Европы и социалистического лагеря, включая Югославию, Болгарию и Монголию.

## Истерн, как жанр советского и постсоветского кино
Тысячи фильмов последовали по дороге, проторённой «Дилижансом», но никому не удалось усовершенствовать его формулу.
Цензура в СССР, действуя через Министерство культуры СССР и Госкино СССР, избегала официально обозначать истерн, как жанр, имеющий аналогии с голливудскими вестернами. Термин «истерн» использовался в среде кинематографистов неофициально вплоть до перестройки, потому, что по идеологическим причинам на первое место ставилась пропаганда советского кино и жанра соцреализм. Идеологические запреты удавалось частично преодолеть, когда кинематографисты, используя советскую революционную тематику, умело обходили ограничения советской цензуры при использовании элементов вестерна вплоть до прямого заимствования в построении отдельных сцен, в расположении кинокамер, в движении действующих лиц. Особо значимо влияние таких голливудских вестернов, как Искатели, Ровно в полдень, Красная река, Дилижанс и других вестернов на создание жанра истерн. Цитаты и аналогии из сюжетных и постановочных приёмов и сцен этих и других классических вестернов встречаются в советских истернах. Например, в Даурии, сцена где герой стреляет из нагана в землю у ног оппонента, имеет сходство с аналогичной сценой из вестерна Великолепная семёрка. Подражание, заимствования и цитаты из вестерна «Дилижанс» перекочевали в несколько тысяч фильмов разных стран, в том числе вошли в сцены многих истернов. Из вестернов в истерны перешли основные стилистические и технические компоненты жанра: конфликт добра и зла, контраст между положительными и отрицательными героями, использование характеристик местности, препятствий, света, темпа погони, ритма конских копыт, акценты выстрелов, ракурсы и позиции кинокамер, точно отмеренные границы длительности и глубины кадров, баланс между активными и лирическими сценами, а также характерное музыкальное сопровождение.
Отмена многих ограничений цензуры в постсоветском кино дала кинематографистам большую творческую свободу, что позволило отбросить клише пропаганды и смелее разнообразить тематику фильмов, расширить границы жанра.
Некоторые различия между красным вестерном и собственно истерном обусловлены тематикой сюжетов, но все основные элементы заимствованы из жанра вестерн. Красный вестерн имеет общие черты с жанром «ревизионистского вестерна»: в этих фильмах с симпатией изображаются индейцы, мексиканцы, крестьяне, рабочие, внимание зрителей фокусируется на беззаконии, царящем в США в изображаемой исторической эпохе.
В истернах, созданных в СССР использовались темы советской истории, особенно гражданской войны, характерной чертой является симпатия к трудящемуся классу, выражены идеи, что светлое будущее вот-вот наступит, надо только «бить буржуев». Но советская романтика и этнические стереотипы были очевидны для зрителей других стран.
Однако советские и российские режиссёры и критики редко приходили к согласию в понимании и определении жанра, например, кинофильмы «Неуловимые мстители», «Даурия», и «Свой среди чужих, чужой среди своих» осуждались советской критикой за отклонение от официальных взглядов на героику революции и Гражданской войны.
Общие для этих направлений черты включают отрицательные образы бизнесменов и капиталистов («Однажды на Диком Западе»), критическое отношение к строителям железных дорог, к церковным организациям, христианству, так называемой американской мечте и схожий моральный кодекс. В этом заключается сходство с жанром сапата-вестерна о мексиканской революции.
В «Даурии» — прямая аналогия между сибирскими казаками и американскими ковбоями: кони, погони, драки, перестрелки и даже ограбление банка, но несмотря на схожесть с вестерном, фильм сохраняет уникальный сибирский колорит и, избегая норм советской пропаганды, показывает трагедию народа, разделенного революцией и гражданской войной. В созданных в СССР истернах и американских вестернах есть общие черты жанра, сходство тематики и кинематографических приёмов в том, как изображается противостояние между красными и белыми и традиционное американское противостояние «ковбои — индейцы» или «герои — злодеи». Немалое значение имеют факты, многие годы умалчиваемые в СССР, о плодотворном сотрудничестве белоэмигрантов из России и особенно опытных конных казаков с киностудиями Голливуда, что привело к их активному участию в постановках многих классических вестернов. А выпускник консерватории Санкт Петербурга Дмитрий Темкин получил четыре «Оскара» от Американской киноакадемии за лучшее музыкальное оформление многих фильмов в жанре вестерн, что закрепило влияние этого русского композитора на киномузыку в СССР.
В современной России к жанру истерн близок фильм «Турецкий гамбит», получивший признание зрителей и критиков.
После начала перестройки в жанре истерна стали работать украинские кинематографисты, перенеся реалии жанра вестерн во времена Руины (1657—1687). Наиболее ярким представителем такого истерна является фильм «Пока есть время» (1987 год).

### «Красные вестерны»
- «Деловые люди» (1962)
- «Лимонадный Джо» (1964)
- «Верная Рука — друг индейцев» (1965)
- «Всадник без головы» (1973)
- «Вооружён и очень опасен» (1977)
- «Пророк, золото и трансильванцы» (1978)
- «Актриса и трансильванцы» (1979)
- «Трансильванцы на Диком Западе» (1981)
- «Аткинс» (1985)
- «Человек с бульвара Капуцинов» (1987)
- «Зверобой» (1990)
- «Сердца трёх» (1992) и продолжение
- «Цена сокровищ» (1992)

### Истерны
- См. фильмы в категории Истерн

- «Красные дьяволята» (1923)
- «Аэроград» (1935)
- «Тринадцать» (1936)
- "Золотая тропа (1945)
- «Огненные вёрсты» (1957)
- «Неуловимые мстители» (1966)
- «Измена» (1967)
- «Красные пески» (1968)
- «Встреча у старой мечети» (1969)
- «Белое солнце пустыни» (1969)
- «Конец атамана» (1970)
- «Даурия» (1971)
- «Без страха» (1971)
- «Алые маки Иссык-Куля» (1972)
- «В чёрных песках» (1972)
- «Седьмая пуля» (1972)
- «Тайна забытой переправы» (1973)
- «Свой среди чужих, чужой среди своих» (1974)
- «Пропавшая экспедиция» (1975)
- «Золотая речка» (1976)
- «Последний сентябрь войны» (1976)
- «Ненависть» (1977)
- «Тачанка с юга» (1977)
- «Транссибирский экспресс» (1977)
- «Последний год беркута» (1977)
- «Поединок в тайге» (1977)
- «Ищи ветра…» (1978)
- «Конец императора тайги» (1978)
- «Поговорим, брат...» (1978)
- «Забудьте слово „смерть“» (1979)
- «Телохранитель» (1979)
- «Отец и сын»» (1979)
- «Хлеб, золото, наган» (1980)
- «Не ставьте Лешему капканы…» (1981)
- «Шестой» (1981)
- «Смотри в оба!» (1981)
- «Здесь тебя не встретит рай» (1982)
- «Найти и обезвредить» (1982)
- «Бастион» (1983)
- «Заложник» (1983)
- «Стрелять сгоряча не стоит» (1983)
- «Непобедимый» (1983)
- «Зелёный фургон» (1983)
- «Золотая баба» (1986)
- «Долина мести» (1986).
- «Нас водила молодость» (1986)
- «В стреляющей глуши» (1986)
- «Холодное лето 53-го» (1987)
- «Преследование» (1988)
- «Джокер» (1991)
- «Караван смерти» (1991)
- «Дикий Восток» (1993)
- «На муромской дорожке» (1993)
- «Волчья кровь» (1995)
- «Охота на пиранью» (2006)
- «Господа офицеры: Спасти императора» (2008)
- «Капли крови на цветущем вереске» (2011)
- «Беглецы» (2014)
- «Красный призрак» (2020)

### Фильмы с участиемГойко Митича
- «Виннету — сын Инчу-чуна, 1-я серия „Хищники из Россвеля“» (1963)
- «Виннету — сын Инчу-чуна, 2-я серия „Трубка мира“» (1963)
- «Виннету — вождь апачей» (1963)
- «Виннету-3» (1964)
- «Среди коршунов» (1964)
- «Сыновья Большой Медведицы» (1966)
- «Чингачгук — Большой Змей» (1967)
- «След Сокола» (1968)
- «Белые волки» (1969)
- «Смертельная ошибка» (1970)
- «Северино» (1970)
- «Оцеола» (1971)
- «Текумзе» (1972)
- «Апачи» (1973)
- «Ульзана» (1974)
- «Братья по крови» (1975)
- «Вождь Белое Перо» (1983)
- «Präriejäger in Mexiko» (1988)